# 1118 Hanskya
1118 Hanskya là một tiểu hành tinh vành đai chính bay quanh Mặt Trời. Nó được phát hiện bởi Sergei Ivanovich Belyavsky và N. Ivanov ngày 29 tháng 8 năm 1927 ở Simeis. Tên ban đầu của nó là 1927 QD.